# Weltmeisterschaften im Gewichtheben 1938
Die 24. Weltmeisterschaften im Gewichtheben fanden vom 21. bis zum 23. Oktober 1938 in der nach dem Anschluss Österreichs im Deutschen Reich gelegenen Stadt Wien statt. An den von der International Weightlifting Federation (IWF) im Dreikampf (beidarmiges Drücken, Reißen und Stoßen) ausgetragenen Wettkämpfen nahmen 38 Gewichtheber aus elf Nationen teil.

## Medaillengewinner
| Disziplin           | Gold             | Silber          | Bronze          |
| ------------------- | ---------------- | --------------- | --------------- |
| Federgewicht        | Georg Liebsch    | Attilio Bescape | Anton Richter   |
| Leichtgewicht       | Anthony Terlazzo | Attia Hamouda   | Karl Schwitalle |
| Mittelgewicht       | Adolf Wagner     | Rudolf Ismayr   | John Terpak     |
| Leichtschwergewicht | John Davis       | Fritz Haller    | Louis Hostin    |
| Superschwergewicht  | Josef Manger     | Steve Stanko    | Arnold Luhaäär  |

## Medaillenspiegel
Die Platzierungen im Medaillenspiegel sind nach der Anzahl der gewonnenen Goldmedaillen sortiert, gefolgt von der Anzahl der Silber- und Bronzemedaillen (lexikographische Ordnung). Weisen zwei oder mehr Nationen eine identische Medaillenbilanz auf, werden sie alphabetisch geordnet auf dem gleichen Rang geführt.
| Rang | Nation                                             | Gold | Silber | Bronze | Gesamt |
| ---- | -------------------------------------------------- | ---- | ------ | ------ | ------ |
| 1.   | Großdeutsches Reich - Deutsches Reich - Österreich | 3 0  | 2 1    | 2 1    | 7 5 2  |
| 2.   | Vereinigte Staaten                                 | 2    | 1      | 1      | 4      |
| 3.   | Ägypten                                            | 0    | 1      | 0      | 1      |
| 3.   | Königreich Italien                                 | 0    | 1      | 0      | 1      |
| 5.   | Estland                                            | 0    | 0      | 1      | 1      |
| 5.   | Frankreich                                         | 0    | 0      | 1      | 1      |